# Backcitronbi
Backcitronbi, Hylaeus rinki, är ett bi som är medlem av familjen korttungebin och släktet citronbin. Den kallas även släntcitronbi på svenska.

## Beskrivning
Biet är 6 till 7 mm långt och övervägande svart. Honan har helt svart ansikte, medan hanen har en blekgul ansiktsmask bestående av sidofläckar, nedre delen av pannan och clypeus (munskölden). Honans antenner är mörka, medan hanens antenner är randiga i gult och svart. Honan har den övre delen av bakskenbenen blekgul, medan hanen har gula till brungula markeringar på alla skenbenen.

## Ekologi
Backcitronbiet lever vanligtvis i skogar, men också i öppna biotoper som bangårdar samt sand- och grustag. Arten är polylektisk, den flyger till blommande växter från flera olika familjer, som flockblommiga växter (kirskål), lejongapsväxter (strimsporre), korsblommiga växter (sandvita), korgblommiga växter (röllika) och rosväxter.  Larvboet konstrueras i torra björnbärs- och hallonstänglar.

## Utbredning
I Europa finns arten från norra Skandinavien (63° N) och Baltikum till Mellaneuropa och depatementet Yvelines i norra Frankrike, samt österut över Ukraina och Ryssland till Sibirien.
I Sverige finns arten sällsynt från Götaland norrut till Ångermanland och Jämtland (den saknas dock på Öland, Gotland och Dalarna).
Den finns på finska fastlandet från sydkusten norrut till Mellersta Österbotten, Norra Savolax och Kajanaland.

## Status
Arten är emellertid inte hotad; den är klassificerad som livskraftig ("LC") både globalt, i Sverige och Finland.